# 원경희
원경희(元景熙, 1955년 10월 16일 ~ )는 대한민국의 세무사, 정치인이다. 제2대 경기도 여주시장이다.

## 학력
- 1962 ~ 1968 능서초등학교 졸업
- 1968 ~ 1971 여주중학교 졸업
- 1971 ~ 1974 성동공업고등학교졸업
- 1985 ~ 1990 5년제 한국방송통신대학교 경영학과 학사
- 1997 ~ 2000 성균관대학교 경영대학원 석사

## 경력
- 1976.01 ~ 1996.01 : 국세청 20년 근무
- 1996.02 : 원경희세무사사무소
- 1996.02 ~ 2014.06 : 조은세무법인 대표세무사
- 2001.09 ~ 2009.02 : 여주대학 겸임교수
- 2001.09 ~ 2009.02 : 남서울대학교 강사
- 2001.09 ~ 2009.02 : 강남대학교 강사
- 2002.05 ~ 현재 : 한가람감리교회 장로
- 2002.05 ~ 현재 : 중앙감리교회 장로
- 2008.02 ~ 2009.02 : 여주문화원 부원장
- 2012.04 ~ 2013.04 : 법제처 국민법제관
- 2012.07 ~ 2014.06 : 한국세무사회 부회장
- 2013.10 : 세금바로쓰기 납세자운동 경기도지부 회장
- 2013.10 ~ 2014.12 : 여주포럼 상임대표
- 2013.12 : 한국문화복지사협회 공동회장
- 국제와이즈멘 한국지구협의회 여주클럽 회장
- 2014.07 ~ 2018.06 : 민선 6기 제2대 경기도 여주시장
- 2020.11 : 제1대 전문자격사단체협의회 회장
- 2019.06 ~ 2023.07 : 제31·32대 한국세무사회장
- 조은세무법인 대표

## 전과
- 도로교통법위반(음주운전): 벌금 1,000,000원 - 2008년 10월 17일 선고[1]

## 역대 선거 결과
|  | 33.53% |

|  | 54.26% |

|  | 29.36% |